# Gianluca Vinci (politico)
Gianluca Vinci (Reggio Emilia, 28 maggio 1980) è un politico italiano, deputato dapprima per la Lega e in seguito per Fratelli d'Italia.

## Biografia
Si è laureato in giurisprudenza all'Università di Parma nel 2004, con tesi in diritto urbanistico ed ha iniziato ad esercitare la professione di avvocato nel 2007.
Alle elezioni amministrative del 2009 viene eletto per la prima volta consigliere comunale di Reggio nell'Emilia con la Lega Nord, diventando Vicepresidente, in quota dell'opposizione, del Consiglio comunale.
Alle successive elezioni amministrative del 2014 è stato candidato a sindaco di Reggio nell'Emilia e ricandidato capolista nel 2019 e da settembre 2019 è Presidente della Commissione Controllo e Garanzia del Comune di Reggio Emilia.
Dal 2011 al 2013 ha ricoperto la carica di coordinatore provinciale del movimento giovanile, dal 2013 al 2015 quella di segretario provinciale, anno nel quale è stato eletto segretario della Lega in Emilia sino al 21 dicembre 2019, data di scioglimento dell’associazione.
In occasione delle elezioni politiche del 2018 si candida alla Camera dei deputati nella circoscrizione Emilia-Romagna, e viene eletto primo nel collegio plurinominale ovest.
A partire dal 21 giugno fa parte della Commissione parlamentare per gli affari costituzionali e interni, del quale è stato Vicepresidente dal 2018 al 2020. È inoltre componente della giunta per le autorizzazioni con carica di Capogruppo.
Il 18 febbraio 2021, in dissenso dal suo gruppo parlamentare, esprime voto contrario alla fiducia al Governo Draghi. Contestualmente, annuncia di lasciare la Lega per aderire al gruppo parlamentare di Fratelli d'Italia.
Viene rieletto alla Camera dei Deputati il 13 ottobre 2022, fa parte della Commissione Giustizia quale sostituto permanente di un membro del Governo, è membro titolare della Commissione Difesa, Segretario della Giunta per le Elezioni, Giudice del Consiglio di Giurisdizione della Camera dei Deputati e dal marzo 2024 eletto Presidente della Commissione Parlamentare d’Inchiesta sulla Morte di David Rossi.